# Mangosta cuacurta
La mangosta cuacurta (Urva brachyura) és una espècie de mangosta que viu a les selves del sud-est asiàtic, concretament a les selves pluvials de les terres baixes de la península de Malaca, Borneo, Sumatra i les illes Filipines de Palawan i Busuanga. És comuna prop de rius i altres corrents d'aigua.
El color del pelatge varia del marró vermellós al negre, amb les potes de color negre. Els cap és més grisenc, amb una taca negra a la barbeta. La longitud d'aquesta espècie (inclosa la cua) varia entre 60 i 65 centímetres. La seva cua, relativament curta, fa uns 25 centímetres. El seu pes aproximat és d'1,4 quilos.

## Taxonomia
Una de les seves subespècies, la mangosta cuacurta de Hose, sovint es considera una espècie diferent.
- Urva brachyura brachyura
- Mangosta cuacurta de Hose (Urva brachyura hosei)
- Urva brachyura javanensis
- Urva brachyura palawana
- Urva brachyura parva
- Urva brachyura sumatria